# Тараев, Михаил Михайлович
Михаил Михайлович Тараев (1920—1996) — советский, российский художник-керамист, мастер витража. Народный художник СССР (1988).

## Биография
Михаил Тараев родилась 18 июля 1920 года в Армавире (ныне в Краснодарском крае, Россия).
Школьные годы провел в Пятигорске, куда переехали его родители. Под влиянием друзей детства начал рисовать.
В 1939 году поступил на подготовительный курс в Московское центральное художественно-промышленное училище (ЦХПУ).
В 1939—1940 годах был на фронте советско–финской войны. В связи с болезнью уволен из армии и снят с воинского учёта.
Во время войны (1941—1945) остался в Москве и устроился работать мастером в мастерские училища (изготовляли окопные фонари), не подлежавшие эвакуации.
По окончании войны зачислен на второй курс Московского института прикладного и декоративного искусства, на факультет художественной керамики. Учился у А. А. Дейнеки, Н. П. Прусакова. В качестве дипломной работы в 1949 году выполнил сервиз с росписью, посвященной Военно–Морскому Флоту. На выставке дипломных работ этот сервиз получил вторую премию.
Получив, согласно диплому, специальность художника декоративного искусства, был направлен на работу во всесоюзную Торговую палату, где приобрел значительный опыт оформительского искусства.
В 1954 году оставил службу и стал работать по договорам – проектировал посуду, фонтаны, элементы городского оформления, вазы, выполнял анималистические скульптуры паркового назначения.
В течение творческого пути работал над созданием витражей для завода «Хроматрон», пансионата «Зеленый бор», Дома приемов МИД СССР и ряда других объектов. Оформлял драматический театр имени И. С. Тургенева в Орле.
Керамические работы выполнял на керамической базе при Доме творчества «Дзинтари», на Конаковском фаянсовом заводе (квасник «Петух», 1960; кувшин и вазы «Пингвины», 1962).
Участник выставок с 1949 года. Принимал участие в Международной выставке керамики в Остенде (Бельгия). Персональная передвижная выставка в 1979—1980 годов (Красноярск, Иркутск, Ростов-на-Дону, Сальск, Ленинград, Москва).
Член Союза художников СССР. 27 лет был секретарём Союза художников СССР.
Михаил Михайлович Тараев умер в 1996 году в Москве. Похоронен на Ваганьковском кладбище.

## Награды и звания
- Заслуженный деятель искусств РСФСР
- Заслуженный художник РСФСР (1965)
- Народный художник РСФСР (1979)
- Народный художник СССР (11.02.1988)[3]

## Работы
- ваза «Конная» (1957, Государственный музей керамики и «Усадьба Кусково» XVIII века)
- ваза «Спутники» (1959, СХ РСФСР)
- сервиз «Бархатный» (1960, Государственный музей керамики и «Усадьба Кусково» XVIII века)
- квасник «Петух» (1960, Ростовский областной музей изобразительных искусств)
- кувшин и вазы «Пингвины» (1962)
- сервиз «Целинный» (1963, ГРМ)
- сервиз-сувенир «Москва» (1964, МК РСФСР)
- сервиз «Вербилки» (1967, МК РСФСР)
- сервиз «Русский витязь» (1967, МК РСФСР)
- ваза «Моя Родина» (1972, МК РСФСР)
- ваза «Советский Союз» (1972, МК РСФСР)
- сервиз «Русский сувенир» (1975, МК РСФСР)
- ваза «60 лет ВЛКСМ» (1978, МК РСФСР)
- витраж «Ленинский комсомол» (1975, МК РСФСР)
- витраж «60 лет Октября» (1977, МК РСФСР)
- рельефы для интерьеров общественных зданий («Мы строим БАМ», 1979—1980)